# Cima di Marmontana
La Cima di Marmontana (Cime-de-Marmontana in francese) è una vetta della Valle d'Aosta, appartenente alle Alpi Biellesi e alta 2.403 m s.l.m.. 

## Descrizione

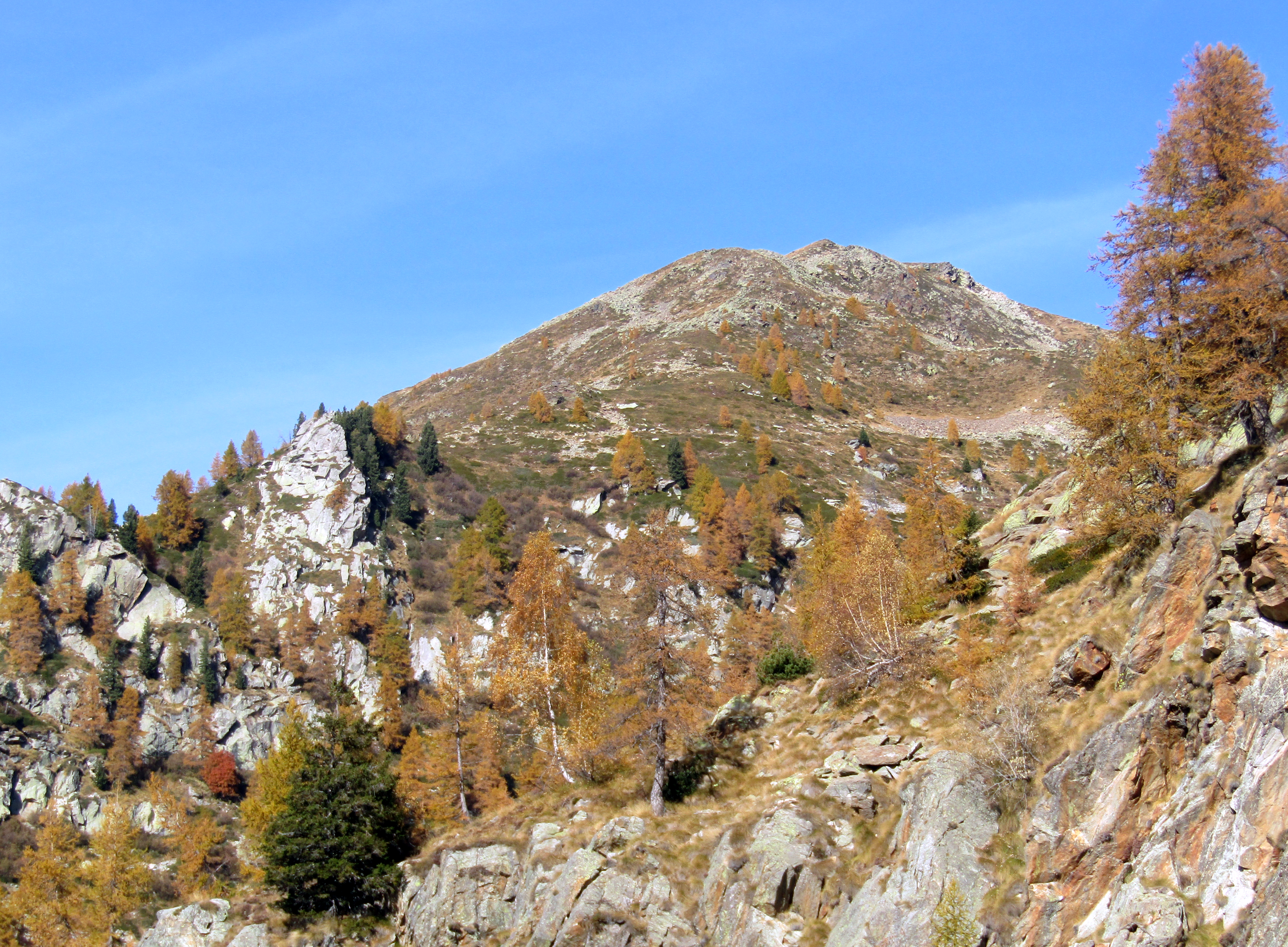
Il versante sud visto dal Vallone di Pillaz

La montagna è la principale elevazione del costolone che, partendo dalla Pietra Bianca, divide due valloni laterali della Valle del Lys, quello del Torrent de Pacoulla (nel vallon de la Pillaz, a sud) e quello del Türrudschu (in töitschu  Türrudschungumbu, detto anche Vallone di Tourrisson, solcato dal Türrudschunbach, a nord). È collegata alla Pietra Bianca dal Colle di Marmontana, 2.348 m. La montagna è posta sul confine tra i comuni di Fontainemore e di Issime. La zona sommitale ospita tre rilievi di altezza simile, uno dei quali segnalato da un ometto di pietrame.

## Geologia
Una zona dei versanti meridionale e occidentale della montagna è interessata da una deformazione gravitativa profonda di versante. Sulle sue pendici occidentali, a 1172 metri di quota, esiste una grotta detta Riparo di Molinat. Si tratta di una cavità di circa 25 metri di sviluppo complessivo, con pareti costituite da miscascisti, che viene anche detta Grotta dei Cuccioli perché al suo interno furono trovati i resti di una cucciolata di cani, oltre che di altri animali. Composta di tre ambienti collegati tra loro, la grotta in passato veniva usata come deposito e come riparo temporaneo.

## Accesso alla vetta

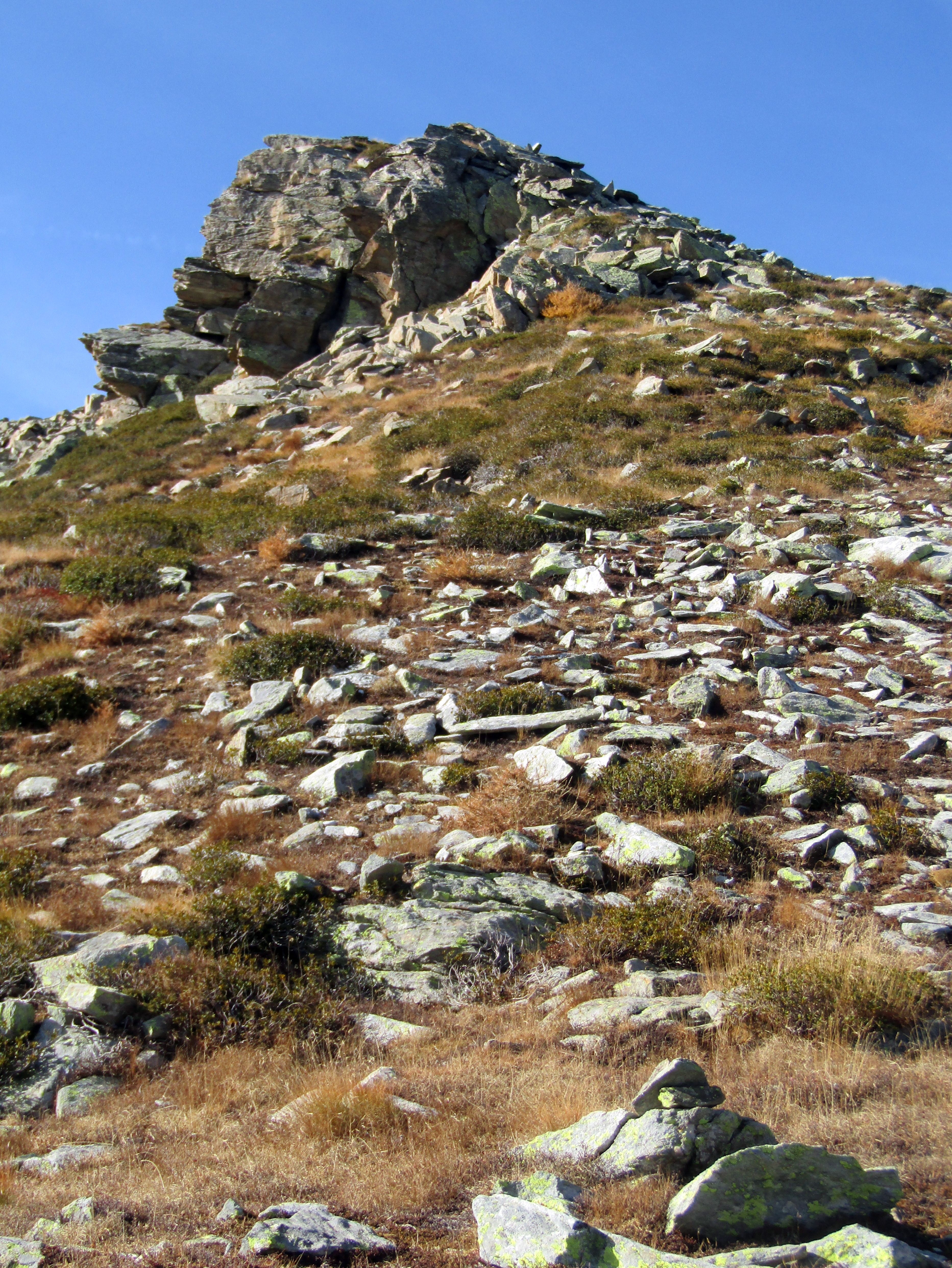
Crinale est

### Accesso estivo
È possibile salire sulla vetta percorrendo i costolone ce la collega con il Colle di Marmontana per tracce di sentiero. A sua volta il colle è raggiungibile per sentiero seguendo l'Alta Via n.1 o dal Lago del Vargno (a nord-est) o dal Colle della Gragliasca (a ovest).

### Accesso invernale
Con neve ben assestata si può salire alla montagna con gli sci da sci alpinismo; la Cima di Marmontana può far parte di una impegnativa traversata di cresta che comprende anche le punte Gragliasca e Pietra Bianca.

## Punti di appoggio
- Rifugio Barma